# Saison 2 du Saint
Chronologie
Saison 1 du Saint Saison 3 du Saint
Cet article présente le guide des épisodes de la deuxième saison de la série télévisée Le Saint.

## Épisode 1:Le Compagnon de voyage
- Titre original : The Fellow Traveller
- Numéro(s) : 13 (2.1)
- Scénariste(s) : Harry W. Junkin
- Réalisateur(s) : Peter Yates
- Diffusion(s) : 
  -  Royaume-Uni : 19 septembre 1963
- Invité(es) : Dawn Addams (Magda Vamoff), Glyn Owen (en) (Superintendant Kinklake), Angus Lennie (Mc Tavish) , Ray Austin (Marsh)
- Résumé : Un certain Matson, qui semble affolé,  donne rendez-vous à Simon Templar dans le petit village de Stevenage ; mais, avant qu'il n'ait eu le temps de s'expliquer, il est abattu de trois balles de revolver : le peu qu'il a dit oriente Le Saint vers une affaire d'espionnage qui semble "tourner" autour du 'Blue goose', un casino de la région.

## Épisode 2:Le Saint en vedette
- Titre original : Starring the Saint
- Numéro(s) : 14 (2.2)
- Scénariste(s) : Harry W. Junkin
- Réalisateur(s) : James Hill
- Diffusion(s) : 
  -  Royaume-Uni : 26 septembre 1963
- Invité(es) :Ronald Raff (Byron Ufferlitz), Alfred Burke (Groom, le réalisateur), Monica Stevenson (la secrétaire d' Ufferlitz), Wensley Pithey (Inspecteur Teal), Ivor Dean (l'avocat d'Ufferlitz).
- Résumé : Le producteur Byron Ufferlitz  convainc Simon Templar de jouer son propre rôle dans un film à gros budget ; dur en affaires, il a congédié sans ménagement le comédien qui devait, dans le projet initial, incarner Le Saint, il a refusé au réalisateur pressenti, à qui s'offre une opportunité très lucrative, de racheter son contrat avec lui.  Alors qu'une campagne de publicité commence autour du projet, on retrouve Ufferlitz assassiné dans son bureau ....

## Épisode 3:Judith
- Titre original : Judith
- Numéro(s) : 15 (2.3)
- Scénariste(s) : Leonard Grahame
- Réalisateur(s) : Robert Lynn
- Diffusion(s) : 
  -  Royaume-Uni : 3 octobre 1963
- Invité(es) : Julie Christie (Judith), David Bauer (Burt Northwade), Margo Johns (Ellen, sa femme), John Serret (Inspecteur Henri Lavin).
- Résumé : Montréal :  après avoir grugé son frère Frank, inventeur d'une turbine révolutionnaire, le milliardaire Burt Northwade s'apprête à vendre le brevet  à la firme américaine United Motors pour quatre millions de dollars. Sa nièce Judith, fille de Franck, convainc le Saint de l'aider à réparer cette injustice ... en volant les contrats et les plans de l'engin.

## Épisode 4:Thérésa
- Titre original : Teresa
- Numéro(s) : 16 (2.4)
- Scénariste(s) : Leonard Grahame
- Réalisateur(s) : Robert Lynn
- Diffusion(s) : 
  -  Royaume-Uni : 10 octobre 1963
- Invité(es) : Lana Morris (Teresa Alvarez) , Eric Pohlmann (Casemegas) , Marne Maitland (Borota)
- Résumé : La visite de Simon au Mexique le plonge dans un voyage aventureux pour aider une jeune femme fière et belle à résoudre le mystère de la disparition de son mari.

## Épisode 5:L'Insaisissable Ellshaw
- Titre original : The Elusive Ellshaw
- Numéro(s) : 17 (2.5)
- Scénariste(s) : Harry W. Junkin
- Réalisateur(s) : John Moxey
- Diffusion(s) : 
  -  Royaume-Uni : 17 octobre 1963
- Invité(es) : Richard Vernon (Sir John Ripwell) , Anthony Bate (Martin Irelock)
- Résumé :

## Épisode 6:Marcia
- Titre original : Marcia
- Numéro(s) : 18 (2.6)
- Scénariste(s) : Harry W. Junkin
- Réalisateur(s) : John Krish
- Diffusion(s) : 
  -  Royaume-Uni : 24 octobre 1963
- Invité(es) : Samantha Eggar (Claire Avery) , Philip Stone (Inspector Carlton)
- Résumé : Simon Templar est contacté par une amie actrice. La grande comédienne Marcia s'est suicidée après avoir été défigurée.

Le Saint parviendra à démasquer le responsable de cette odieuse manipulation : l'épouse de son amant producteur.

## Épisode 7:Le Chef-d'œuvre d'art
- Titre original : The Work of Art
- Numéro(s) : 19 (2.7)
- Scénariste(s) : Harry W. Junkin
- Réalisateur(s) : Peter Yates
- Diffusion(s) : 
  -  Royaume-Uni : 31 octobre 1963
- Invité(es) : Martin Benson (Maj. Louis Quintana)
- Résumé :

## Épisode 8:Iris
- Titre original : Iris
- Numéro(s) : 20 (2.8)
- Scénariste(s) : Bill Strutton
- Réalisateur(s) : John Gilling
- Diffusion(s) : 
  -  Royaume-Uni : 7 novembre 1963
- Invité(es) : Barbara Murray (Iris Lansing) , Ferdy Mayne (Stratford Keene)
- Résumé :

## Épisode 9:Le Roi des mendiants
- Titre original : The King of the Beggars
- Numéro(s) : 21 (2.9)
- Scénariste(s) : John Gilling
- Réalisateur(s) : John Gilling
- Diffusion(s) : 
  -  Royaume-Uni : 14 novembre 1963
- Invité(es) : Maxine Audley (Dolores Marcello) , Oliver Reed (Joe Catelli)
- Résumé :

## Épisode 10:Les Diamants bruts
- Titre original : The Rough Diamonds
- Numéro(s) : 22 (2.10)
- Scénariste(s) : Bill Strutton
- Réalisateur(s) : Peter Yates
- Diffusion(s) : 
  -  Royaume-Uni : 21 novembre 1963
- Invité(es) : Douglas Wilmer (Alan Uttershaw) , Ivor Dean (Inspecteur Claude Eustache Teal) , Paul Stassino (Ricco) , Ray Austin (Joe) , Geoffrey Palmer (Pete Ferguson)
- Résumé : Une valise de diamants a été volée malgré la présence de Simon Templar au côté du négociant lors de son transfert. L'enquête est périlleuse. Tous les protagoniques sont assassinés les uns après les autres et le Saint est même accusé du meurtre de l'un d'entre eux. Une belle intrigante tente de le manipuler. Mais, on ne peut berner Simon Templar; il découvrira que le négociant lui-même est à l'origine de l'escroquerie.

## Épisode 11:Le Saint joue avec le feu
- Titre original : The Saint Plays with Fire
- Numéro(s) : 23 (2.11)
- Scénariste(s) : John Kruse
- Réalisateur(s) : Robert S. Baker
- Diffusion(s) : 
  -  Royaume-Uni : 28 novembre 1963
- Invité(es) : Robert Brown (Howard Jackman) , John Hollis (West) , Joe Robinson (Austin), Margaretta Scott (Lady Gwen Sangore)
- Résumé :

## Épisode 12:Corruption
- Titre original : The Well-Meaning Maior
- Numéro(s) : 24 (2.12)
- Scénariste(s) : Robert Stewart
- Réalisateur(s) : Jeremy Summers
- Diffusion(s) : 
  -  Royaume-Uni : 5 décembre 1963
- Invité(es) : Norman Bird (George Hackett)
- Résumé :

## Épisode 13:Une paisible distraction
- Titre original : The Sporting Chance
- Numéro(s) : 25 (2.13)
- Scénariste(s) : Robert Stewart
- Réalisateur(s) : Jeremy Summers
- Diffusion(s) : 
  -  Royaume-Uni : 12 décembre 1963
- Invité(es) : Derren Nesbitt (Netchideff) , Carol Cleveland (Marion Kent), Bruce Boa (Jack Williams)
- Résumé :

## Épisode 14:Les Artistes de la fraude
- Titre original : The Bunco Artists
- Numéro(s) : 26 (2.14)
- Scénariste(s) : Lewis Davidson
- Réalisateur(s) : Peter Yates
- Diffusion(s) : 
  -  Royaume-Uni : 19 décembre 1963
- Invité(es) : John Glyn-Jones (Vicaire Stone) , André Maranne (Louis) , John Standing (Gendarme)
- Résumé :

## Épisode 15:Le Cambriolage
- Titre original : The Benevolent Burglary
- Numéro(s) : 27 (2.15)
- Scénariste(s) : Larry Forrester
- Réalisateur(s) : Jeremy Summers
- Diffusion(s) : 
  -  Royaume-Uni : 26 décembre 1963
- Invité(es) : André Maranne (Radio Operator)
- Résumé :

## Épisode 16:On a trouvé du pétrole
- Titre original : The Wonderful War
- Numéro(s) : 28 (2.16)
- Scénariste(s) : John Graeme
- Réalisateur(s) : Robert S. Baker
- Diffusion(s) : 
  -  Royaume-Uni : 2 janvier 1964
- Invité(es) : Noel Purcell (Mike Kelly), Alfred Burke (Harry Shannet), David Graham (Ahmed), John Bennett (Raschid), Ferdy Mayne (l'imam), Jack Lambert (John McAndrew), Alec Mango (Abdul Aziz)
- Résumé :

## Épisode 17:Un parfait homme du monde
- Titre original : The Noble Sportsman
- Numéro(s) : 29 (2.17)
- Scénariste(s) : John Graeme
- Réalisateur(s) : Peter Yates
- Diffusion(s) : 
  -  Royaume-Uni : 9 janvier 1964
- Invité(es) : Anthony Quayle (Lord Thornton Yearley), Sylvia Syms (Lady Anne Yearley), Francis Matthews (Paul Farley), Paul Curran (Bruno Walmar), Jane Asher (Rose Yearley)
- Résumé :

## Épisode 18:Une jeune fille romanesque
- Titre original : The Romantic Matron
- Numéro(s) : 30 (2.18)
- Scénariste(s) : Larry Forrester
- Réalisateur(s) : John Paddy Carstairs
- Diffusion(s) : 
  -  Royaume-Uni : 16 janvier 1964
- Invité(es) : Ann Gillis (Beryl Carrington) , John Carson (Ramon Venino)
- Résumé : Une jeune femme veuve nommée Béatrice Carrington arrive à Buenos Aires. Alors qu'elle s'installe à l’hôtel, un certain Ramon vient s'excuser d'avoir heurté sa voiture. Il insiste pour la lui faire réparer, puis lui fait visiter la ville. Très vite, la jeune femme tombe sous le charme de cet homme visiblement menacé, mystérieux et lui révélant finalement être un antifasciste militant. Elle lui propose alors son aide pour transporter une mallette importante. Se sentant suivie et menacée, elle mêle Simon Templar à l'affaire malgré l'interdiction formelle d'en parler et lui confie la mallette. Templar découvre alors à quelle fin Ramon utilise cette femme naïve : Ramon est en réalité un voleur tentant de quitter le pays avec tout l'or volé. Depuis les réparations, la voiture de la jeune femme a pris beaucoup de valeur grâce au pare-chocs en or massif ! Après quelques combats, un enlèvement et un petit tour au poste de police, Templar permet l'arrestation de la bande.

## Épisode 19:Luella
- Titre original : Luella
- Numéro(s) : 31 (2.19)
- Scénariste(s) : John Kruse et Harry W. Junkin
- Réalisateur(s) : Roy Baker
- Diffusion(s) : 
  -  Royaume-Uni : 23 janvier 1964
- Invité(es) : David Hedison (Bill Harvey) , Suzanne Lloyd (Doris Harvey) , Sue Lloyd (Luella)
- Résumé :

## Épisode 20:Une ravissante voleuse
- Titre original : The Lawless Lady
- Numéro(s) : 32 (2.20)
- Scénariste(s) : Harry W. Junkin
- Réalisateur(s) : Jeremy Summers
- Diffusion(s) : 
  -  Royaume-Uni : 30 janvier 1964
- Invité(es) : Dawn Addams (la comtesse Audrey Morova)
- Résumé :

## Épisode 21:Produit de beauté
- Titre original : The Good Medicine
- Numéro(s) : 33 (2.21)
- Scénariste(s) : Norman Borisoff
- Réalisateur(s) : Roy Baker
- Diffusion(s) : 
  -  Royaume-Uni : 6 février 1964
- Invité(es) : Barbara Murray (Denise Dumont) , John Bennett (Count Alfredo)
- Résumé :

## Épisode 22:Le Millionnaire invisible
- Titre original : The Invisible Millionaire
- Numéro(s) : 34 (2.22)
- Scénariste(s) : Kenneth Hayles
- Réalisateur(s) : Jeremy Summers
- Diffusion(s) : 
  -  Royaume-Uni : 13 février 1964
- Invité(es) : Michael Goodliffe (Dr. Howard Quintus) , Nigel Stock (Jim Chase) , Eunice Gayson (Nora Prescott) , Jane Asher (Ellen Chase) , Basil Dignam (Marvin Chase) , Mark Eden (Bertrand Tamblin)
- Résumé : Un homme d'affaires est assassiné. Son meurtrier prend sa place sous les bandages en faisant croire à un accident de la route avec la complicité de l'épouse du défunt et de son amant, le secrétaire du millionnaire.

## Épisode 23:Recel de bijoux
- Titre original : The High Fence
- Numéro(s) : 35 (2.23)
- Scénariste(s) : Harry W. Junkin
- Réalisateur(s) : James Hill
- Diffusion(s) : 
  -  Royaume-Uni : 20 février 1964
- Invité(es) : Suzanne Lloyd (Gabby Forest) , Ivor Dean (Inspecteur Claude Eustache Teal) , Reginald Beckwith (Enderby) , Peter Jeffrey (Quincy)
- Résumé : Simon Templar vient en aide à une amie actrice dont les bijoux ont été dérobés alors qu'il devait l'accompagner à une soirée au théâtre. Il parviendra à démasquer le "Grand payeur", le plus redoutable receleur de Londres que la police ne parvenait pas à identifier.

## Épisode 24:Sophia
- Titre original : Sophia
- Numéro(s) : 36 (2.24)
- Scénariste(s) : Robert Stewart
- Réalisateur(s) : Roger Moore
- Diffusion(s) : 
  -  Royaume-Uni : 27 février 1964
- Invité(es) : Oliver Reed (Aristides Koralis) , Imogen Hassall (Sophia Arnetas) , Tommy Duggan (Stavros Arnetas) , Wolfe Morris (Gorgo)
- Résumé :

## Épisode 25:Des femmes si douces
- Titre original : The Gentle Ladies
- Numéro(s) : 37 (2.25)
- Scénariste(s) : John Graeme
- Réalisateur(s) : Jeremy Summers
- Diffusion(s) : 
  -  Royaume-Uni : 5 mars 1964
- Invité(es) : Barbara Mullen (Violet Warshed) , Timothy Bateson (Charley Butterworth)
- Résumé :

## Épisode 26:Une épouse modèle
- Titre original : The Ever-Loving Spouse
- Numéro(s) : 38 (2.26)
- Scénariste(s) : Norman Borisoff
- Réalisateur(s) : Ernest Morris
- Diffusion(s) : 
  -  Royaume-Uni : 12 mars 1964
- Invité(es) : Barry Jones (Otis Q. Fennick) , Alexis Kanner (Alec Misner) , Robert Arden (Detective Williams) , John Bloomfield (Stout Man), Paul Carpenter (Brent Kingman)
- Résumé :

## Épisode 27:Jusqu'au bout
- Titre original : The Saint Sees it Through
- Numéro(s) : 39 (2.27)
- Scénariste(s) : Ian Kennedy-Martin
- Réalisateur(s) : Robert S. Baker
- Diffusion(s) : 
  -  Royaume-Uni : 19 mars 1964
- Invité(es) :
- Résumé :